# Vilar (Chandreja de Queija)
Vilar (llamada oficialmente San Cosme de Vilar) es una parroquia y un lugar español del municipio de Chandreja de Queija, en la provincia de Orense, Galicia.

## Organización territorial
La parroquia está formada por una entidad de población:
- Vilar

## Demografía
Gráfica demográfica del lugar y parroquia de Vilar según el INE español:
| Gráfica de evolución demográfica de Vilar entre 2000 y 2022 |
|                                                             |
| Datos según el nomenclátor publicado por el INE.            |